# Zeuxipe (esposa de Sició)
|  | Per a altres significats, vegeu «Zeuxipe». |

Zeuxipe, segons la mitologia grega, és filla del rei de Sició, Lamedont, que es va casar amb Sició, l'heroi epònim de la ciutat, amb el qual va tindre una filla, Ctonofile.